# Оукли (Мичиген)
Оукли (енгл. Oakley) град је у америчкој савезној држави Мичиген.

## Демографија
По попису из 2010. године број становника је 290, што је 49 (-14,5%) становника мање него 2000. године.
| Група             | 2000.       | 2010.       |
| Белци             | 318 (93,8%) | 265 (91,4%) |
| Афроамериканци    | 0 (0,0%)    | 11 (3,8%)   |
| Азијати           | 0 (0,0%)    | 0 (0,0%)    |
| Хиспаноамериканци | 17 (5,0%)   | 11 (3,8%)   |
| Укупно            | 339         | 290         |